# Simon Wincer

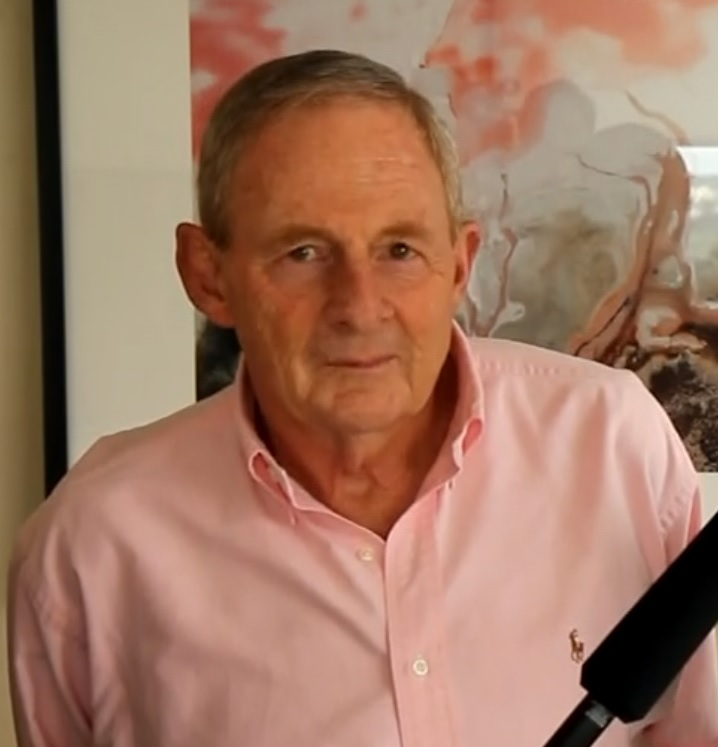
Simon Wincer

Simon Wincer (* 1943 in Sydney, New South Wales) ist ein australischer Filmregisseur und -produzent.

## Leben und Werk
Simon Wincer wurde 1943 in Sydney, New South Wales geboren und besuchte die Cranbrook School, Bellevue Hill in Sydney von 1950 bis 1961. Beim Verlassen der Schule arbeitete er als Bühnenarbeiter beim Fernsehsender Channel 7 in Australien. Seine Karriere begann er als Regisseur für verschiedene Fernsehserien. Das Debüt gab er 1972 bei der Serie Division 4. Seit Ende der 1970er Jahre inszenierte er auch für die große Leinwand. Seine ersten beiden Spielfilme waren die Horrorfilme Snapshot (1979) und Harlekin (1980). Es folgte 1983 der Pferderennsportfilm Phar Lap – Legende einer Nation mit Tom Burlinson. In den 1980er Jahren leitete er zudem über 200 Stunden Material für das australische Fernsehen. In den Folgejahren entstanden Filme wie der US-amerikanische Science-Fiction-Film D.A.R.Y.L. – Der Außergewöhnliche, der Abenteuerfilm The Lighthorsemen mit der 1988 mit einem AACTA Award ausgezeichneten Musik des Komponisten Mario Millo oder der Outback-Western Quigley der Australier mit Tom Selleck in der Hauptrolle.
Wincers bekanntester Film ist Free Willy – Ruf der Freiheit aus dem Jahre 1993. 1989 wurde er für seine Arbeit an der Miniserie Der Ruf des Adlers mit dem Emmy ausgezeichnet.
Simon Wincer war vor allem auch als Fernsehregisseur aktiv, so führte er unter anderem Regie bei der von Steven Spielberg produzierten Miniserie Into the West – In den Westen. Sein Schaffen als Regisseur umfasst mehr als 50 Produktionen. Seine bisher letzte Arbeit für das Kino war das Drama The Cup (2011) mit Stephen Curry und Brendan Gleeson – erneut ein Pferderennsportfilm, den er auch produzierte.

## Auszeichnungen
- 1989: Emmy in der Kategorie Best Directing for a Miniseries, Movie or a Dramatic Special für die vierteilige Miniserie Der Ruf des Adlers

## Filmografie (Auswahl)

### Als Regisseur
- 1979: Snapshot
- 1980: Harlekin (Harlequin)
- 1983: Phar Lap – Legende einer Nation (Phar Lap: Heart of a Nation)
- 1985: D.A.R.Y.L. – Der Außergewöhnliche (D.A.R.Y.L.)
- 1987: The Lighthorsemen
- 1989: Der Ruf des Adlers (Lonesome Dove, Miniserie)
- 1990: Quigley der Australier (Quigley Down Under)
- 1991: Harley Davidson & The Marlboro Man
- 1992–1999: Die Abenteuer des jungen Indiana Jones (10 Folgen und 4 Fernsehfilme)
- 1993: Free Willy – Ruf der Freiheit (Free Willy)
- 1994: Lightning Jack
- 1995: Operation Dumbo (Operation Dumbo Drop)
- 1996: Das Phantom (The Phantom)
- 1998: Flucht aus Saudi-Arabien (Escape: Human Cargo, TV-Produktion)
- 2001: Der Ritt nach Hause (Crossfire Trail, Fernsehfilm)
- 2001: Crocodile Dundee in Los Angeles
- 2005: Into the West – In den Westen (Into the West, Miniserie)
- 2008: Comanche Moon (Miniserie)
- 2011: The Cup

### Als Produzent
- 1982: Snowy River (als ausführender Produzent)
- 1984: Die letzte Nacht (One Night Stand, als ausführender Produzent)
- 1994: Lightning Jack
- 2011: The Cup